# Wolofi
Wolof je crnački narod naseljen u zapadnoafričkim državama Senegal, Gambija, Obali Slonovače i Maliju. Ovaj kraj oni osvajaju stotinama godina prije a od kraja 1300.-tih. Izrast će u golemo carstvo koje će se 1500. podijeliti na 4 glavna kraljevstva. U kontakt s Europljanima Wolofi dolaze 1800.-tih godina, na području Senegala nastat će Francuska Zapadna Afrika a Gambiju koloniziraju Britanci. Wolofi Senegala i danas mnogi imaju francusko državljanstvo i žive u Francuskoj. Senegala i Gambije 1965. godine stekle su nezavisnost ali je francuski utjecaj još prisutan u kulturi Wolofa. 
Društvo Wolofa poznaje tri klase, slobodnjake, ili one rođene slobodnima, oni rođene u ropstvu i obrtnike. 
Slobodnjaci su klasa podijeljena na plemiće pa niže sve do seljaka-farmera. Među obrtnicima nalazimo kovače, kožare i glazbenike, i čine nižu klasu Wolof-društva. Ženidba među članovima triju različitih klasa veoma je rijetka. 
Naselja Wolofa broje nekoliko stotina ljudi koji žive u zgradama ili nastambama od zemlje i trske grupiranim oko središnjeg trga, na kojem dominiraju platforma za javne nastupe na središtu trga i džamija na istočnoj strani.
Wolofi su muslimani čija se religija temelji na Muhamedovom učenju, ali ima i nešto pred-islamskog vjerovanja, naročito među ženama. 

## Etimologija
Izraz Wolof također se odnosi na wolofski jezik i na njihove države, kulture i tradicije. Starije francuske publikacije često rabe pravopis fr. Ouolof ; do 19. stoljeća susreću se i pravopisi Wolluf, Volof i Olof, među rjeđim varijantama poput Yolof, Dylof, Chelof, Galof, Lolof i drugi. Na engleskom su Wollof i Woloff posebno u vezi s gambijskim Wolofom; za govornike engleskog jezika, pravopis Wollof bliži je izvornom izgovoru imena. Također se često piše Jolof, ali više u slučajevima kad se odnosi na Carstvo Jolof i Kraljevstvo Jolof koji su postojali u središnjem Senegalu od 14. do 19. stoljeća. Slično tome, zapadnoafričko jelo od riže na engleskom je jeziku poznato kao riža Jollof.

## Vanjske poveznice
- Wolof Information